# Wörth am Rhein
Wörth am Rhein (in francese Woerth) è una città di 17 293 abitanti della Renania-Palatinato, in Germania.

Appartiene al circondario (Landkreis) di Germersheim (targa GER).

## Economia
Vi si trova una fabbrica della Daimler Truck. Oltre alla fabbrica Daimler Truck, dove sono costruiti i camion, esistano altre società, per esempio una fabbrica di carta. C'è anche un porto sul fiume Reno.

## Geografia antropica

### Suddivisioni amministrative
Wörth è suddivisa in 4 distretti locali (Ortsbezirk), corrispondenti all'area urbana e a 3 frazioni:
- Wörth (area urbana)
- Büchelberg
- Maximiliansau
- Schaidt

## Infrastrutture e trasporti

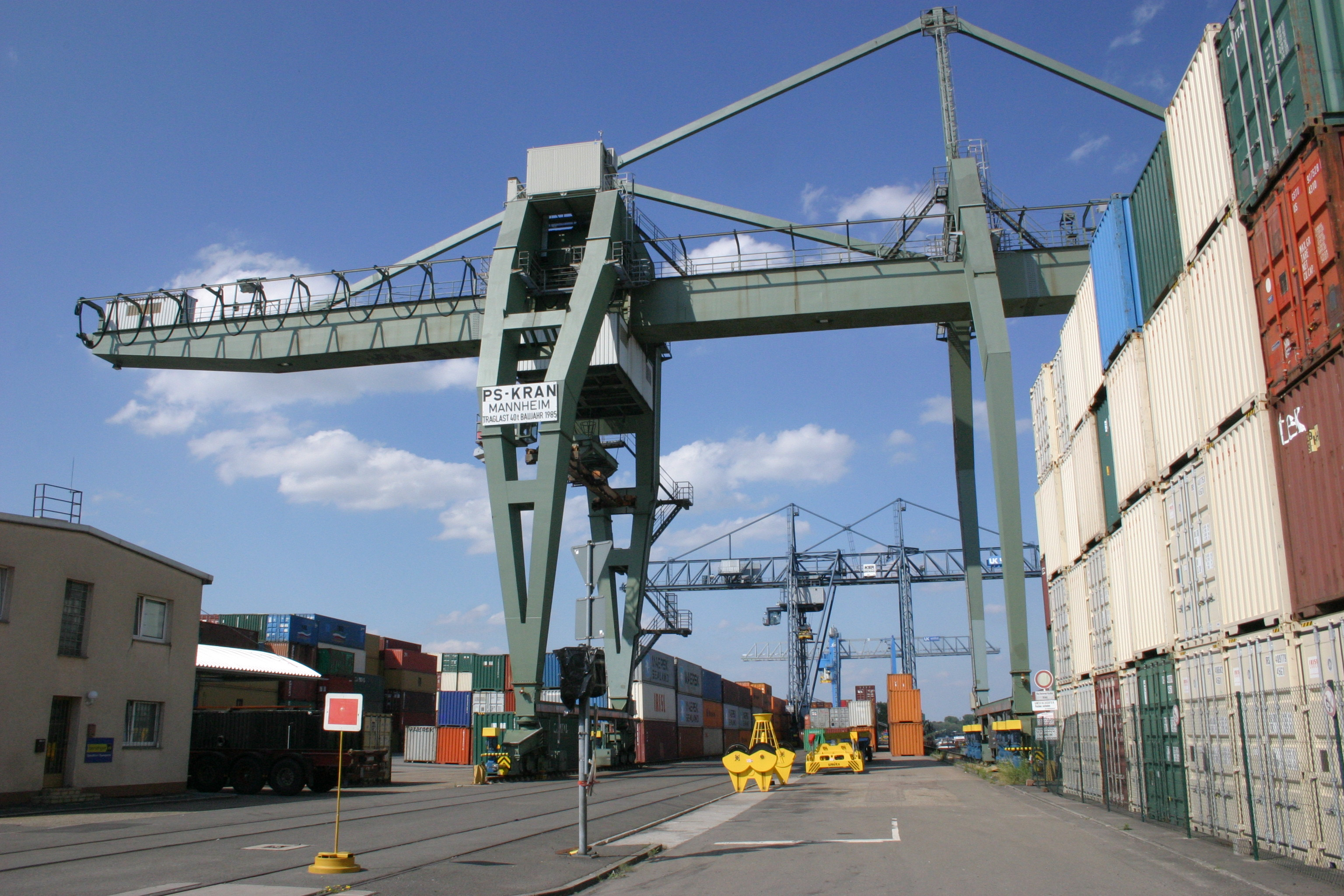

Alla stazione di Wörth s'incontrano le linee ferroviarie da Ludwigshafen a Strasburgo e da Karlsruhe a Neustadt an der Weinstraße.
La linea ferroviaria da Neustadt a Wissembourg (Francia) attraversa una parte della comune di Wörth.
Nella comune di Wörth anche ci sono le stazioni “Schaidt”, “Maximiliansau Im Rüsten”, "Wörth Zügelstraße" e "Wörth Mozartstraße".
Esiste una tramvia tra wörth e il centro di Karlsruhe. Questa linea ha otto fermate a Wörth e Maximiliansau.

## Amministrazione

### Gemellaggi
- Drezdenko,  Polonia, dal 1993
- Cany-Barville,  Francia, dal 1967 (Maximiliansau)
- Geltendorf,  Germania, dal 1969 (Schaidt)